# NGC 3815
NGC 3815 este o galaxie spirală situată în constelația Leul. A fost descoperită în 10 aprilie 1785 de către William Herschel. Se află la o distanță de 57,68 de megaparseci de Pământ.